# Jovan Cvijić
Jovan Cvijić (în sârbă Јован Цвијић; n. 11 octombrie 1865, Loznica, Mačvanski upravni okrug, Serbia – d. 16 ianuarie 1927, Belgrad, Regatul Sârbilor, Croaților și Slovenilor) a fost un geograf, etnograf și geolog sârb, președinte al Academiei Regale Sârbe și rector al Universității din Belgrad. Este considerat fondatorul balcanisticii ca disciplină științifică.

## Biografie
Prima și cea mai cunoscută lucrare a sa a fost studiul monografic al masivului muntos Kučaj⁠(d) și al peșterii Prekonoška⁠(d) situate în acesta. Cercetările sale au stat la baza tezei de doctorat Das Karstphänomen (1893), susținută la Universitatea din Viena și ulterior publicată ca monografie în limba sârbă sub titlul Karst (1895). Aceste studii au pus bazele unei noi discipline științifice – carstologia.
Cvijić a formulat teza conform căreia cele trei grupuri etnice – sârbi, croați și sloveni – alcătuiesc un singur popor, numit „iugoslavi”.
A fost fondatorul Institutului de Geografie, precursor al Facultății de Geografie a Universității din Belgrad.

## Lucrări (selecție)
- „Geografska ispitivanja u oblasti Kučaja u Istočnoj Srbiji” (Cercetarea geografică a regiunii Kučaj din Serbia de Est), Geološki anali Balkanskog poluostrva 5: 7-172, 1893
- Das Karstphänomen, 1893, Viena
- Karst, 1895
- Structura și clasificarea munților Peninsulei Balcanice, 1902
- Die Tektonik der Balkanhalbinsel mit besonderer Berückichtigung der neueren Fortschritte in der Kenntnis der Geologie von Bulgarien, Serbien und Mazedonien, 1904, Viena
- Foundations of the Geography and Geology of Macedonia and Old Serbia I—III, 1906—1911
- Grundlinien der Geographie und Geologie von Mazedonien und Alt-Serbien. Nebst Beobachtungen in Thrazien, Thessalien, Epirus und Nordalbanien, 1908, Gotha
- Lake Plastics of Šumadija, 1909
- Geomorphology I—II, 1924, 1926
- Балканско полуострво и Јужнословенске земље (1. део)
- Балканско полуострво и Јужнословенске земље (2. део)
- О исељавању босанских мухамеданаца (Despre emigrarea musulmanilor bosniaci)
- Анексија Босне и Херцеговине и српско питање (Anexarea Bosniei și Herțegovinei și problema sârbă)
- Праве и лажне патриоте (Patrioți adevărați și falși)